# Görväln

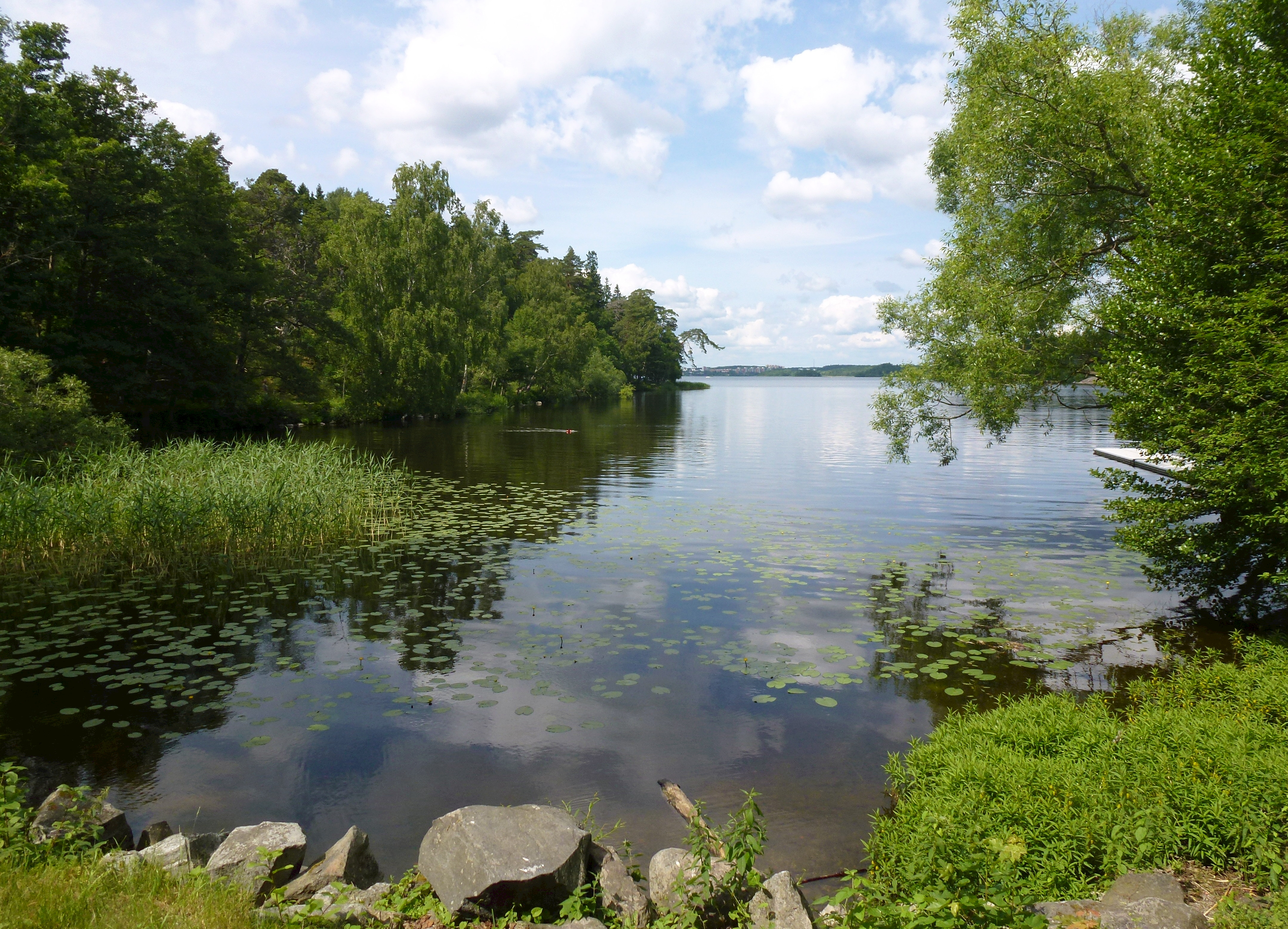
Utsikt över Görvälnsfjärden från viken vid Görvälns slott.

Görväln är en fjärd i Östra Mälaren som sträcker sig i nord-sydlig riktning i Järfälla kommun och Upplands-Bro kommun väster om Kallhäll och Viksjö.
Invid fjärden finns bland annat Almare-Stäkets gård och på dess motsatta sida ligger Görvälns slott, det numera försvunna Görvälns tegelbruk och Görvälns naturreservat. Inom naturreservatet hittar man fornborgen Gåseborg, varifrån man har en vidunderlig utsikt över Görvälnfjärden och Lövstafjärden, som utgör fjärdens fortsättning söderut. Görvälns slott ligger i en djup vik av Mälaren och utgör en imponerande syn från fjärden.

## Dricksvattenreservoar
Görväln fungerar som dricksvattenreservoar. Trots belastning från dagvatten och utsläpp från reningsverkens bräddningar håller Mälarens vatten idag relativt god kvalitet. Mälarens vattenkvalitet har förbättrats också i och med utbyggnaden och kompletteringen av de kommunala reningsverken som genomfördes inom området under 1970-talet. Görvälnverket ligger ytterst på ön Skäftingeholmen i Görvälnfjärden i Järfälla kommun och det är ett av Stockholmstraktens tre vattenverk. Verket levererar vatten till 14 kommuner norr om Stockholm. Det började byggas 1927 och var klart 1929 och har sedan dess byggts ut ett flertal gånger. Råvatten tas in från Görvälnfjärden i Mälaren. Vattnet som produceras är ett av Sveriges bästa dricksvatten och i dag är Görvälnverket ett av Sveriges modernaste vattenverk.

## Riksintresse för kulturmiljövården
Området vid Gåseborg i Järfälla kommun och vid Almare-Stäkets gård och Lennartsnäs i Upplands-Bro kommun ingår i det riksintresse för kulturmiljövården som innefattar Görvälnsfjärden. Vid Sanduddens båthamn leder en bro över till Skäftingeholmen, där Görvälns vattenverk ligger. Mot norr sträcker sig Görväln till Stäketsundet. Under bronsåldern och äldsta järnåldern löpte viken vid Görväln djupare in i landet och utgjorde en skyddad mälarvik som täckte den nuvarande åkermarken. Under bronsåldern och äldsta järnåldern har människor vistats i området vilket gravarna invid den dåtida viken visar. Dock kan man inte utläsa om någon bosättning efter kusten under järnålderns senare skeden funnits. För permanenta bosättningar var området troligen föga attraktivt på grund av bristen på såväl odlings- som betesmark. Vid Gåseborg dominerar höga branter mot Mälaren invid Görväln i söder medan Görvälns slott däremot ligger i en dalgång omgiven av bördig odlingsmark. Fram till mälarstranden finns några större vägar som dragits genom området.

## Bilder

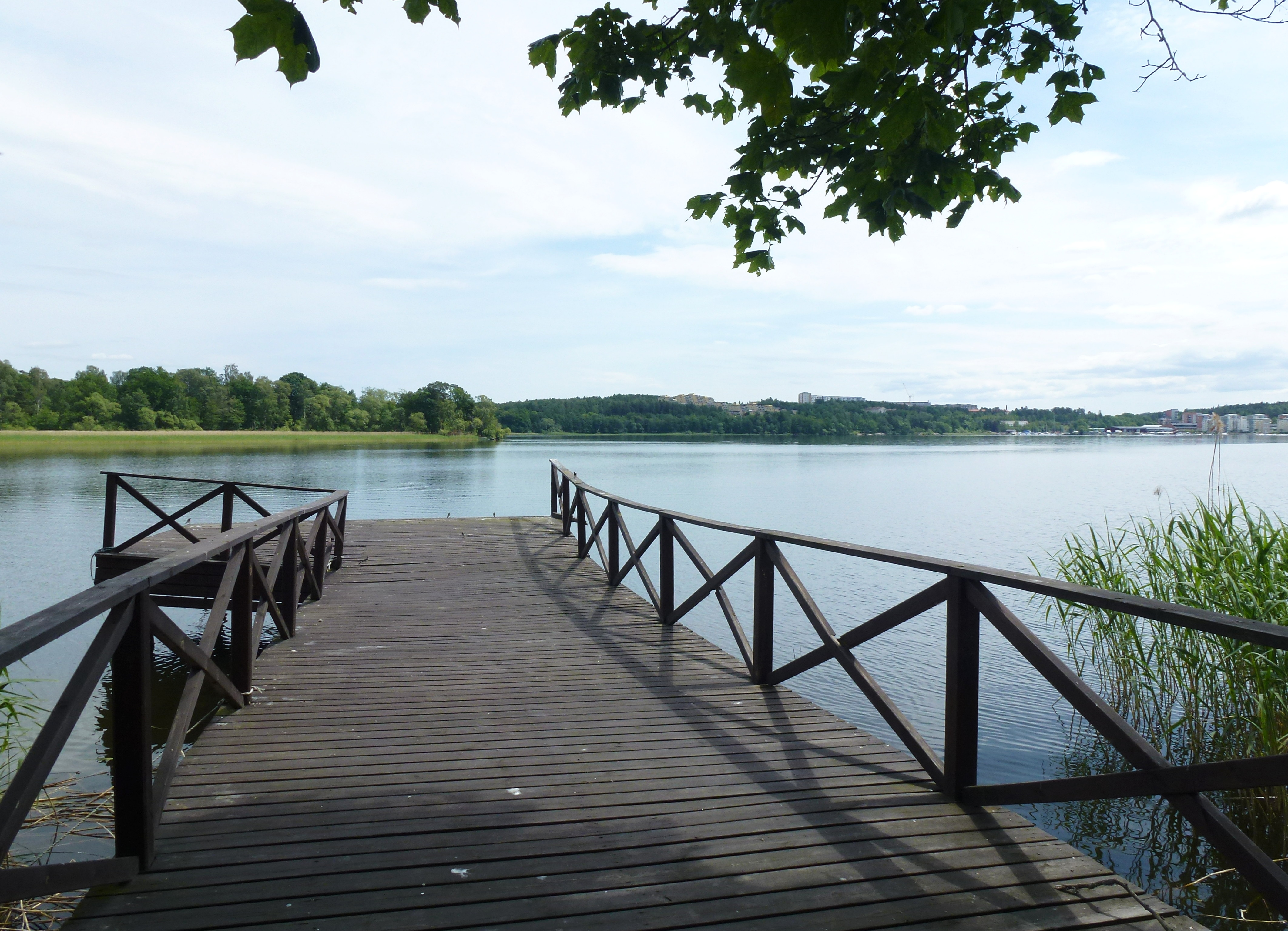
Görväln från Almare-Stäkets gård.
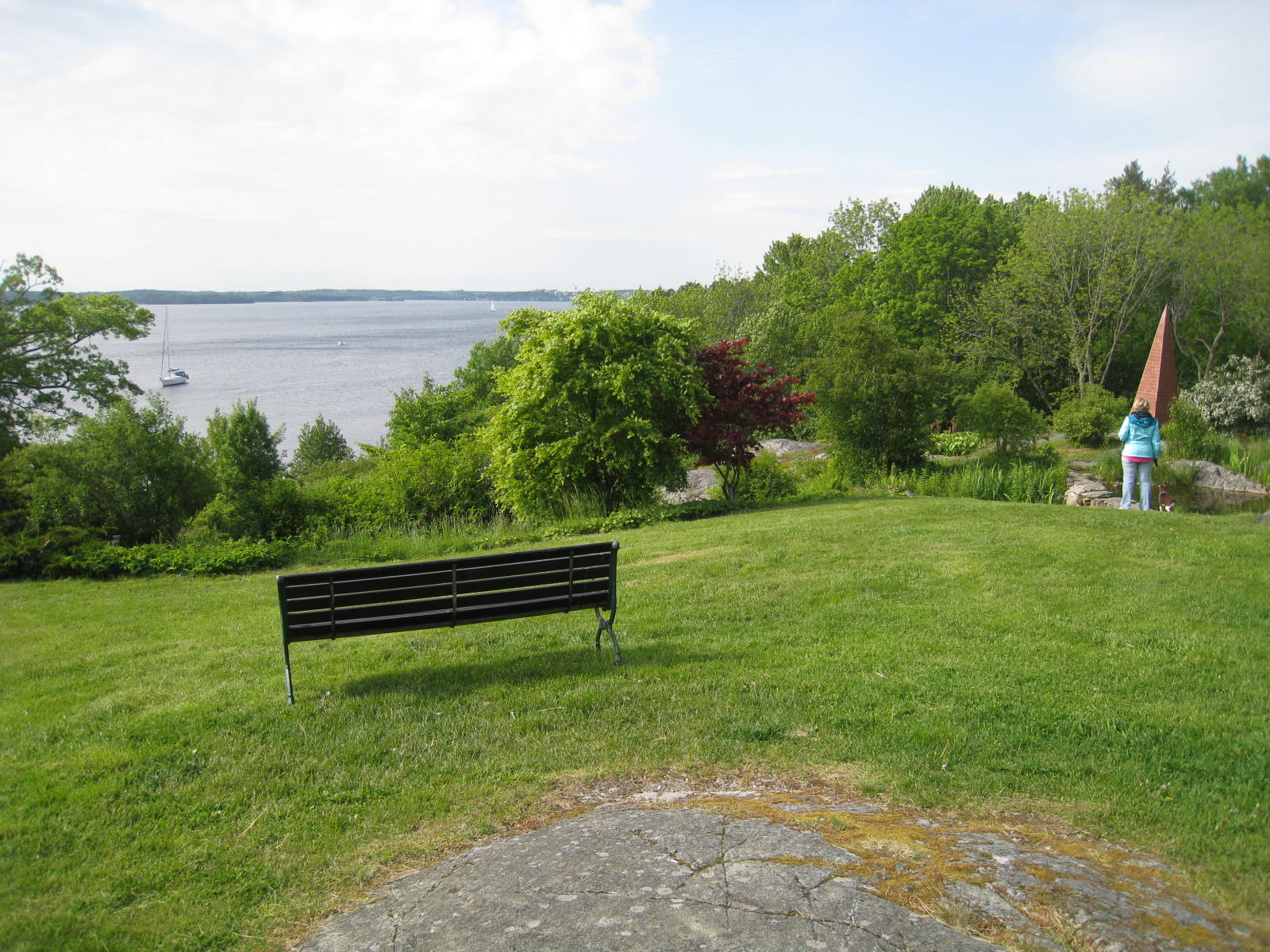
Utsikt över Görvälnsfjärden från Görvälns slottspark.
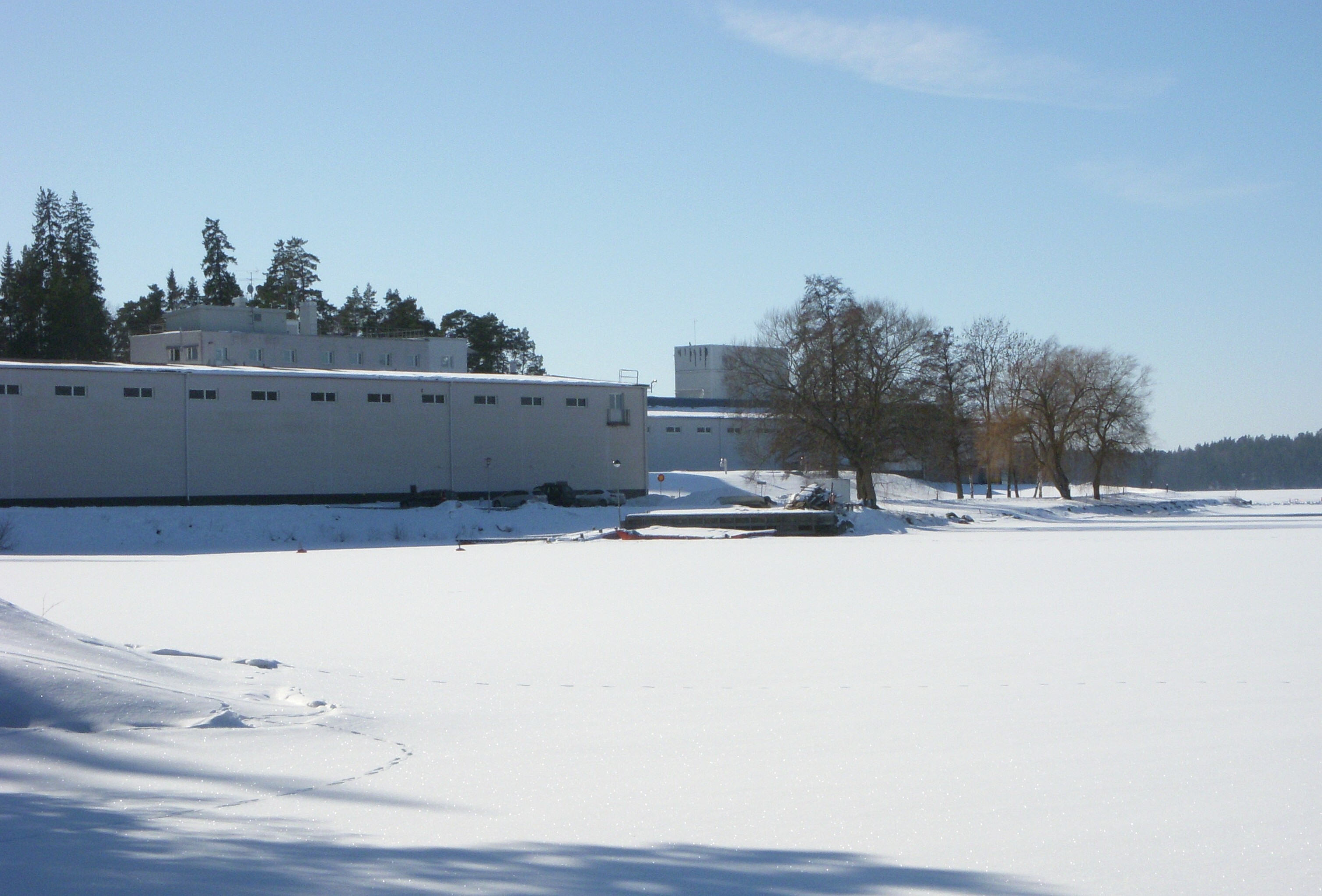
Görveln med Görvälnverket.
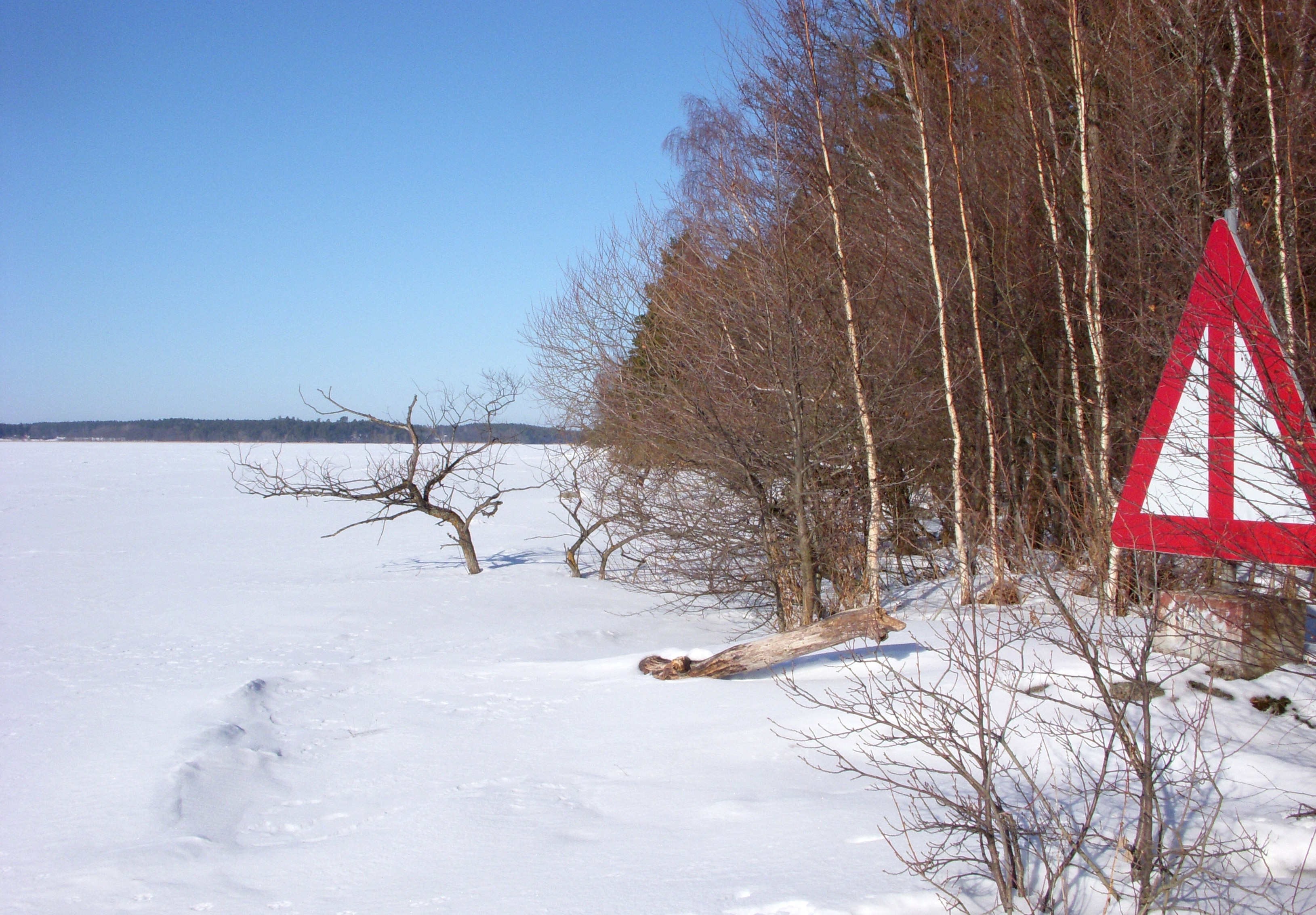
Görväln från Skäftingeholmen.